# Натријум-бензоат
Натријев бензоат (E211) је натријумова со бензоеве киселине хемијске једначине . Најчешће се производи реакцијом натријум хидроксида с бензојевом киселином. Натријум бензоат је конзерванс који се највише користи у производњи газираних пића, воћних сокова, укисељеног поврћа, мармелада, киселих краставаца и зачина.

## Особине
Натријев бензоат је безбојна кристална чврста материја. Ова со нема мириса и хигроскопна је. Веома је запаљивa и добро се раствара у води.

## Употреба
Натријев бензоат делује бактериостатично и фунгистатично, те се због тога употребљава као додатак храни (E211). Оптимално се користи код намирница при pH вредности мањој од 3.6.
У пиротехници се користи као гориво, најчешће у комбинацији са калијум перхлоратом. Код синтезе полипропиленa служи као средство за нуклеизирање.
Код човекa може изазвати алергију и астму, те оптеретити механизам размене материја. Једна британска студија је показала да натријум бензоат као конзерванс у неким пићима, у комбинацији са другим додатним материјама може изазвати АДХС (Поремећај хиперактивности и дефицита пажње). Смртоносна доза код мишева износи око 1600 mg/kg телесне масе (орално).